# What They Had
What They Had (Brasil: Tudo o que Tivemos ) é um filme de drama estadunidense de 2018 dirigido e escrito por Elizabeth Chomko. Estrelado por Hilary Swank, Michael Shannon, Robert Forster, Blythe Danner, Taissa Farmiga e Josh Lucas, estreou no Festival Sundance de Cinema em 21 de janeiro de 2018.

## Sinopse
Quando sua mãe sofredora de Alzheimer, Ruth, vagueia em uma nevasca na véspera de Natal, Bridget Ertz viaja de volta para sua cidade natal para ajudar seu irmão Nicky a convencer seu pai, a colocar Ruth em uma casa de repouso e enfrentar o fim de sua vida longo caso de seu amor.
Ruth volta para sua casa com sua família e discussões sobre seu futuro. Nicky debate com seu pai, Norbert, como ele garantiu um lugar em uma das novas instalações de assistência à memória em Chicago. No entanto, Norbert insiste que só ele pode prestar o melhor atendimento a Ruth. Nicky pede ajuda a Bridget, mas seu tempo longe dos pais torna esse um desafio a ser enfrentado. Bridget está lidando com seus próprios problemas familiares imediatos, pois nunca se conectou ao marido e à filha, que sofre de ansiedade, parou de frequentar as aulas na faculdade.
Nicky continua a discutir com o pai sobre o futuro de Ruth e depois de uma discussão acalorada ele sai de casa. Bridget discute a interferência de seu pai em sua vida e só então eles percebem que Ruth desapareceu novamente de casa. Ela é descoberta rapidamente, mas Norbert finalmente percebe que Ruth deve ir ao centro de assistência assistida.
Norbert se reconcilia com seu filho visitando sua taberna. Pouco depois, ele morre devido a um ataque cardíaco e Nicky sofre. Bridget passa um tempo com a mãe em sua casa assistida e vê como eles a estão tratando. Ela sai da instalação com um sorriso repousante no rosto.

## Elenco
- Hilary Swank - Bridget Ertz
- Michael Shannon - Nicky
- Robert Forster - Burt
- Blythe Danner - Ruth
- Taissa Farmiga - Emma Ertz
- Josh Lucas
- Sarah Sutherland
- Aimee Garcia - Dr. Zoe
- Jay Montepare - David
- Jennifer Robideau - Rachel

## Produção

### Desenvolvimento
Em 2014, Elizabeth Chomko foi selecionada para o Screenwriters Lab do Sundance Institute com um roteiro para o filme dramático What They Had. Em setembro de 2015, o roteiro de Chomko foi anunciado como premiado do programa de bolsa de estudo Nicholl Fellowships in Screenwriting. Em junho de 2016, Chomko revelou que também dirigirá o filme a partir de seu roteiro. Mais tarde, foi relatado que Albert Berger e Ron Yerxa produziam para a Bona Fide Productions, juntamente com Bill Holderman, Andrew Duncan e Alex Saks para a June Pictures e Keith Kjarval para a Unified Pictures.

### Elenco
Em 17 de março de 2017, foi relatado que Hilary Swank, Michael Shannon, Robert Forster, Blythe Danner e Taissa Farmiga foram escalados para o filme. Sarah Sutherland foi confirmada no elenco em agosto de 2017.

### Filmagens
A filmagem principal começou em 22 de março de 2017 em Chicago, Illinois.  Em 28 de março, os membros da American Legion de Amboy realizaram um serviço no túmulo de uma cena do filme em Westchester, Illinois. Conboy Westchester Funeral Home também recebeu o elenco e a equipe para filmar em 28 de março. A produção foi montada em Hyde Park, Chicago por mais de duas semanas, terminando em 17 de abril. Filmagens encerradas em Los Angeles em 2 de maio de 2017.

## Música
Em dezembro de 2017, foi relatado que Danny Mulhern comporia a trilha sonora do filme.
A música de crédito final "Are You There" foi escrita por Aoife O'Donovan, a escritora e diretora do filme Elizabeth Chomko e sua mãe Kate Chomko.

## Lançamento
Em maio de 2017, a Bleecker Street adquiriu direitos de distribuição doméstica para o filme. Ele teve sua estreia mundial no Festival Sundance de Cinema em 21 de janeiro de 2018. O que eles tinham foi inicialmente programado para ser lançado em 16 de março de 2018, mas foi adiado para 19 de outubro de 2018.

## Recepção
No site Rotten Tomatoes, o filme tem um índice de aprovação de 87% com base em 102 avaliações, com uma média ponderada de 7,15/10. O consenso crítico do site diz: " O que eles encontraram é riso e lágrimas no retrato de uma família em uma encruzilhada, com a escritora-diretora Elizabeth Chomko obtendo excelentes performances de um elenco talentoso". Metacritic atribuiu ao filme uma pontuação média ponderada de 69 em 100, com base em 24 críticos, indicando "críticas geralmente favoráveis".